# 液体ハミガキ
液体ハミガキ（えきたいハミガキ）とは、液体状の歯磨剤のことや、それで歯磨きをすることである。歯磨剤ではあるが、清掃剤（研磨剤）が入っていないので茶シブやタバコのヤニ等の着色がある場合や、その恐れがある場合は普通の歯磨剤を用いる方がよい。
ブラッシングが必要であるという点で洗口液とは大きく異なっており、歯周病やう蝕予防にも効果がある。小児歯科においても用いられることが多い。